# Muza Niýazowa
Muza Alekseýewna Niýazowa (russisch Муза Ниязова; geb. 10. Juni 1938 als Muza Alexejewna Melnikowa) ist die ehemalige First Lady von Turkmenistan (1991–2006). Sie war die Gattin des ersten Präsidenten von Turkmenistan, Saparmyrat Nyýazow, Mit ihm hatte sie zwei Kinder.

## Leben
Muza Melnikowa wurde in Leningrad geboren. Ihre Familie hat russische und jüdische Wurzeln. Ihr Vater kämpfte im Deutsch-Sowjetischen Krieg und war ein Offizier in der Sowjetarmee. Muza graduierte an der Polytechnischen Peter-der-Große-Universität Sankt Petersburg. Mitte der 1960er traf sie Saparmyrat Nyýazow und heiratete ihn. Er arbeitete zu der Zeit in der Kirow-Fabrik als Former und studierte gleichzeitig am Institut. Am 18. April 1967 gebar Niýazowa den Sohn, Murat, und zwei Jahre später die Tochter, Irina.

## Gattin von Nyýazow
Als Nyýazow 1985 zum Ersten Sekretär des Zentralkomitees der Kommunistischen Partei Turkmenistans ernannt wurde, spielte Niýazowas Nationalität eine entscheidende Rolle, da Mitglieder des Politbüros der Ansicht waren, dass sie den turkmenischen Nationalismus schwächen würde. Nach dem Zerfall der Sowjetunion und den Präsidentschaftswahlen in Turkmenistan 1990 distanzierte sich Nyýazow von Muza, da er kein Beispiel für interethnische Ehen in einer Machtposition sein wollte. Im Alter verbrachte Niýazowas ihre Zeit teilweise in Moskau (wo sie ein Apartment am Prospekt Vernadskogo – Проспе́кт Верна́дского hat) und teilweise in London.